# Districte de Samani
El districte de Samani (様似郡, Samani-gun) és un districte de la subprefectura de Hidaka, a Hokkaidō, Japó. La seua capital i únic municipi és la vila de Samani. És el districte menys populós de tota la subprefectura.

## Geografia
El districte de Samani es troba localitzat geogràficament al sud de la subprefectura de Hidaka, a la regió central de Hokkaidō i comprén el territori del terme municipal de la vila de Samani. El districte limita al nord amb el districte d'Urakawa i al sud amb el districte de Horoizumi, tots dos part de Hidaka; a l'est limita amb el districte de Hiroo, a la subprefectura de Tokachi.

### Municipis
| |          |          |          |
| \| Municipi \| Població \| Extensió \| Densitat \| \| -------- \| -------- \| -------- \| -------- \| \| Samani \| 4.091 \| 364,3 \| 11,2 \| \| Total \| 4.091 \| 364,3 \| 11,2 \| |          |          |          |
| Municipi | Població | Extensió | Densitat |
| Samani | 4.091    | 364,3    | 11,2     |
| Total | 4.091    | 364,3    | 11,2     |

## Història
El districte de Samani fou creat per l'Oficina de Colonització de Hokkaidō el 20 de setembre de 1869 com a part de l'antiga província de Hidaka. No obstant això, no seria fins al 23 de juliol de 1879, deu anys després, que es constituiria el districte de manera legal. L'any 1882, quan l'oficina de colonització fou dissolta, el districte fou inclòs a la recentment creada prefectura de Sapporo, de curta existència. Amb la creació del sistema de subprefectures, el 5 de novembre de 1897 el districte començà a formar part de la subprefectura d'Urakawa (actual Hidaka des de 1932), mantenint-se en aquesta demarcació fins a l'actualitat.